# Super Grover 2.0
Super Grover 2.0 (2010-2012) – amerykański serial animowany.
Premiera serialu w Polsce odbyła się 21 października 2013 roku na antenie MiniMini+ w bloku Sezamkowy zakątek. Serial emitowano do 29 maja 2015 roku.

## Opis fabuły
Serial opowiada o przygodach superbohatera zwanego Super Grover 2.0, który pojawia się w ulicy Sezamkowej. Nie wszystko wychodzi mu za pierwszym razem, ale nigdy się nie poddaje. Dzięki swojej Mocy Obserwacji Super Grover rozwiązuje zagadki i stawia czoło wszelkim trudnościom.

## Wersja polska
Opracowanie wersji polskiej: na zlecenie MiniMini+ – Start International Polska

Reżyseria: Paweł Galia

Dialogi polskie: Piotr Radziwiłowicz

Dźwięk i montaż: Jerzy Wierciński

Kierownictwo produkcji: Anna Kuszewska

Wystąpili:
- Janusz Zadura – Grover
- Przemysław Nikiel – Narrator
- Klaudiusz Kaufmann –
  - Kaktus (odc. 1),
  - Baran #2 (odc. 4),
  - Mysz kelner (odc. 11)
- Joanna Pach-Żbikowska –
  - Krowa (odc. 2),
  - Ptasia sąsiadka (odc. 3),
  - Kura (odc. 6),
  - Rozgwiazda (odc. 9),
  - Świnka #1 (odc. 10),
  - Owca (odc. 12)
- Kasper Wyszyński – Ptasi syn (odc. 3)
- Fabian Kocięcki –
  - Ptasi tata (odc. 3),
  - Baran #3 (odc. 4),
  - Pingwin #1 (odc. 5)
- Joanna Borer-Dzięgiel –
  - Ptasia mama (odc. 3),
  - Pingwin #4 (odc. 5),
  - Kura (odc. 8),
  - Świnka #2 (odc. 10),
  - Krowa (odc. 12),
  - Niedźwiedzica (odc. 13)
- Jakub Szydłowski –
  - Baran #1 (odc. 4),
  - Koń (odc. 8),
  - Małż (odc. 9)
- Cezary Kwieciński –
  - Słoń (odc. 4),
  - Mysz klient (odc. 11)
- Robert Tondera – Pingwin #2 (odc. 5)
- Wojciech Chorąży –
  - Pingwin #3 (odc. 5),
  - Koń (odc. 12),
  - Łoś (odc. 13)
- Krzysztof Plewako-Szczerbiński –
  - Wiewiórka (odc. 7),
  - Prosię (odc. 8),
  - Świstak (odc. 13)

Lektor: Paweł Galia

## Spis odcinków
| Premiera odcinka | Nr | Polski tytuł                       | Angielski tytuł           |
| ---------------- | -- | ---------------------------------- | ------------------------- |
|                  |    |                                    |                           |
| SERIA PIERWSZA   |    |                                    |                           |
|                  |    |                                    |                           |
| 21.10.2013       | 01 | Kłujący kłopot                     | Sandlot Days              |
|                  |    |                                    |                           |
| 22.10.2013       | 02 | Schody dla krowy                   | How Now Down Cow          |
|                  |    |                                    |                           |
| 23.10.2013       | 03 | Bloczki                            | Nest Moving Day           |
|                  |    |                                    |                           |
| 24.10.2013       | 04 | Usiądź, bo kołyszesz łodzią        | Rocking Boat              |
|                  |    |                                    |                           |
| 25.10.2013       | 05 | Koła                               | Ice Block Party           |
|                  |    |                                    |                           |
| 26.10.2013       | 06 | Dlaczego kura przechodzi przez mur | Pretty Good Wall          |
|                  |    |                                    |                           |
| 27.10.2013       | 07 | Żołędzie                           | Attach to the Tree        |
|                  |    |                                    |                           |
| 28.10.2013       | 08 | Wóz przed koniem                   | The Cart Before the Horse |
|                  |    |                                    |                           |
| 29.10.2013       | 09 | Zagubiony pierścionek              | The Lost Ring             |
|                  |    |                                    |                           |
| 30.10.2013       | 10 | Pod prąd bez wioseł                | Up the Creek              |
|                  |    |                                    |                           |
| 31.10.2013       | 11 | Czas zabić klina                   | Wedge End is Up           |
|                  |    |                                    |                           |
| 01.11.2013       | 12 | Gospodarstwo                       | Farm                      |
|                  |    |                                    |                           |
| 02.11.2013       | 13 | Lemoniada                          | Lemonade Stand            |
|                  |    |                                    |                           |